# Margit Hagenfeldt-Engdahl
Margit Leona Natalia Hagenfeldt, född 11 mars 1904 i Örebro, död 4 augusti 2005 i Matteus församling, Stockholm, var en svensk skulptör och målare.
Hon var dotter till grosshandlaren August Herbert Israelsson och Ida Pehrson och gift med intendenten vid Danviks hem i Stockholm Olof Engdahl och mor till Kaj Engdahl. Hagenfeldt studerade vid Högre konstindustriella skolan i Stockholm och under studieresor till Tyskland och Tjeckoslovakien. Hon medverkade i samlingsutställningar på Galerie Modern och på PUB i Stockholm. Bland hennes offentliga arbeten märks en fönstermålning för Vikers kyrka och dopfuntar till Skatelövs kyrka och Nynäshamns kyrka. Margit Hagenfeldt Engdahl är begraven på Nikolai kyrkogård i Örebro.